# Professional Fighters League
Professional Fighters League (PFL) (anteriormente conocida como World Series of Fighting), es una organización de artes marciales mixtas estadounidense con sede en Las Vegas, Nevada.
Es la primera organización importante de MMA en la que los atletas individuales compiten en una temporada regular, una postemporada y un campeonato, en lugar de hacerlo durante todo el año.
Los eventos de PFL son transmitidos por la red de deportes ESPN en Estados Unidos y por DAZN y DSports FIGHT en América Latina.

## Historia

### Formación
WSOF se creó en 2012, después de haber firmado un contrato de emisión con la red de deportes NBC. Es la tercera promoción de AMM que NBCSN ha organizado, después de haber transmitido los eventos de World Extreme Cagefighting (WEC) y Ultimate Fighting Championship (UFC) cuando el canal era conocido como Versus.

### Presentación
Poco después de anunciar el primer evento de la promoción, confirmaron que Bas Rutten, Michael Schiavello y Kurt Angle serían los comentaristas para el evento. Sin embargo, días más tarde, Angle, un luchador de TNA, fue retirado de la emisión de Viacom (la propietaria de Spike TV, que emite TNA Wrestling), quien afirmó que el trabajo era un conflicto de intereses. El 10 de septiembre de 2012, Ray Sefo tuiteó: "Hay un conflicto de interés, por lo que no será capaz de hacer el espectáculo", y agregó que la separación fue amistosa.
PFL utiliza una jaula de diez lados (decágono), a diferencia del octógono de ocho lados de la UFC.

### Reglas
PFL utiliza las Reglas Unificadas de las Artes Marciales Mixtas implementadas por la Comisión Atlética de Nevada.

## Campeones actuales
| División        | Peso            | Campeón                | Desde el                         | Defensas del título |
| --------------- | --------------- | ---------------------- | -------------------------------- | ------------------- |
| Peso pesado     | 120 kg (264 lb) | Philipe Lins           | 31 de diciembre de 2018 (PFL 11) | 0                   |
| Peso semipesado | 93 kg (205 lb)  | Emiliano Sordi         | 31 de diciembre de 2019 (PFL 11) | 0                   |
| Peso medio      | 84 kg (185 lb)  | Louis Taylor           | 31 de diciembre de 2018 (PFL 11) | 0                   |
| Peso wélter     | 77 kg (169 lb)  | Magomed Magomedkerimov | 31 de diciembre de 2018 (PFL 11) | 0                   |
| Peso ligero     | 70 kg (154 lb)  | Natan Schulte          | 31 de diciembre de 2018 (PFL 11) | 0                   |
| Peso pluma      | 66 kg (145 lb)  | Lance Palmer           | 31 de diciembre de 2018 (PFL 11) | 0                   |